# Pierre Perrier
Pierre Perrier (Nogent-sur-Marne, Île-de-France, 1984. augusztus 9. –) francia színész.

## Filmográfia
| Év         | Cím                                                                                       | Eredeti cím | Szerep            | Szinkronhang |
| ---------- | ----------------------------------------------------------------------------------------- | --- | ----------------- | ------------ |
| 2003       |                                                                                           | Ciel d'asile | Louis             |              |
| 2003       |                                                                                           | Fred et son orchestre : Roméo et Juliette | Romain            |              |
| 2005       | Hidegzuhany                                                                               | Douches froides | Clément           |              |
| 2005       |                                                                                           | Faites comme chez vous : × Les nouveaux voisins × Un ascenseur nommé désir × La vérité si je vends! × Va y'avoir du sport! × Y'a t'il un flic pour sauver l'immeuble × Tout doit disparaître × La faim justifie les moyens | Thomas Bernardy   |              |
| 2005- 2006 |                                                                                           | S.O.S. 18 : × Psychodrame × Saletés de gosses × La chute | Romain            |              |
| 2006       |                                                                                           | Chacun sa nuit | Sébastien         |              |
| 2006       |                                                                                           | Harkis | Jérôme            |              |
| 2006       | Kék papagáj                                                                               | Le Héros de la famille | Raphaël           |              |
| 2007       |                                                                                           | Les Cerfs-volants | Bruno             |              |
| 2008       |                                                                                           | Le hobby | Vincent           |              |
| 2009       |                                                                                           | Plein sud | Jérémie           |              |
| 2011       |                                                                                           | American Translation | Chris             |              |
| 2011       |                                                                                           | Borgia × Episode #3.1 | Bertrand de Blois |              |
| 2011- 2012 |                                                                                           | Clem : × C'est la rentrée! × La famille c'est sacré! | Mathieu Verdier   |              |
| 2012       |                                                                                           | The Whirlpool | Victor            |              |
| 2012       | Egy francia család szexuális krónikája                                                    | Chroniques sexuelles d'une famille d'aujourd'hui | Maxime            |              |
| 2012       | Visszajárók : × Camille × Simon × Victor × Julie × Serge és Toni × Lucy × Adèle × A sereg | Les revenants : × Camille × Simon × Victor × Julie × Serge et Toni × Lucy × Adèle × La horde | Simon             |              |
| 2013       |                                                                                           | Le Weekend | Vincent           |              |